# Shahr-e Kord
Shahr-e Kord (persiska شَهر کُرد), även Shahrekord (شَهرکُرد), är en stad i Iran. Den är administrativ huvudort för provinsen Chahar Mahal och Bakhtiari, och för delprovinsen (shahrestan) Shahr-e Kord. Staden Shahr-e Kord har cirka 190 000 invånare och ligger 90 kilometer sydväst om Esfahan och 512 kilometer söder om Teheran.